# Malanea
Genre
Synonymes
Selon GBIF (01 mai 2024)
- Cunninghamia Schreb.

Malanea est un genre néotropical d'arbustes et de lianee, appartenant à la famille des Rubiaceae, comportant environ 47 espèces, et dont l'espèce type est Malanea sarmentosa Aubl..

## Description
Le genre Malanea regroupe des lianes parfois volubiles ou des arbustes, terrestres, non armés. 
Les feuilles sont opposées, pétiolées, à nervation linéolée.
Les stipules interpétiolaires sont ligulées à triangulaires, caduques, généralement dressées et platement apprimées dans le bourgeon. 
L'inflorescence est axillaire, pédonculée, multiflores, paniculée à spiciforme, bractelée.
Les fleurs sont sessiles, petites, homostylées ou distylées, apparemment protandres.
L'hypanthium est généralement turbiné.
Le limbe du calice est tronqué ou à 4 lobes, sans calycophylles.
La corolle est rotative ou en forme d'entonoir, blanche à verte ou jaune, intérieurement densément villositaire à la gorge et à la base des lobes, les lobes 4, valvés (ou parfois légèrement imbriqués) dans le bourgeon.
On compte 4 étamines, insérées dans la gorge de la corolle, avec des anthères étroitement oblongues, exsertes, dorsifixées près de la base.
L'ovaire a 2 loges.
Les ovules sont solitaires dans chaque locule, pendants à partir de l'apex de la loge.
Le fruit est drupacé, ellipsoïde à cylindrique ou fusiforme, charnu, rouge à pourpre ou noir. Les pyrènes sont 1 ou 2, 1- ou 2-loculaires, lisses à striés longitudinalement.
Les graines sont cylindriques, petites.

## Répartition
On rencontre le genre Malanea du sud de l'Amérique centrale, au Brésil en passant par les Antilles, la Colombie, le Venezuela, Trinidad et Tobago, le Guyana, le Suriname, la Guyane, l'Équateur, le Pérou, et le Bolivie.

## Protologue

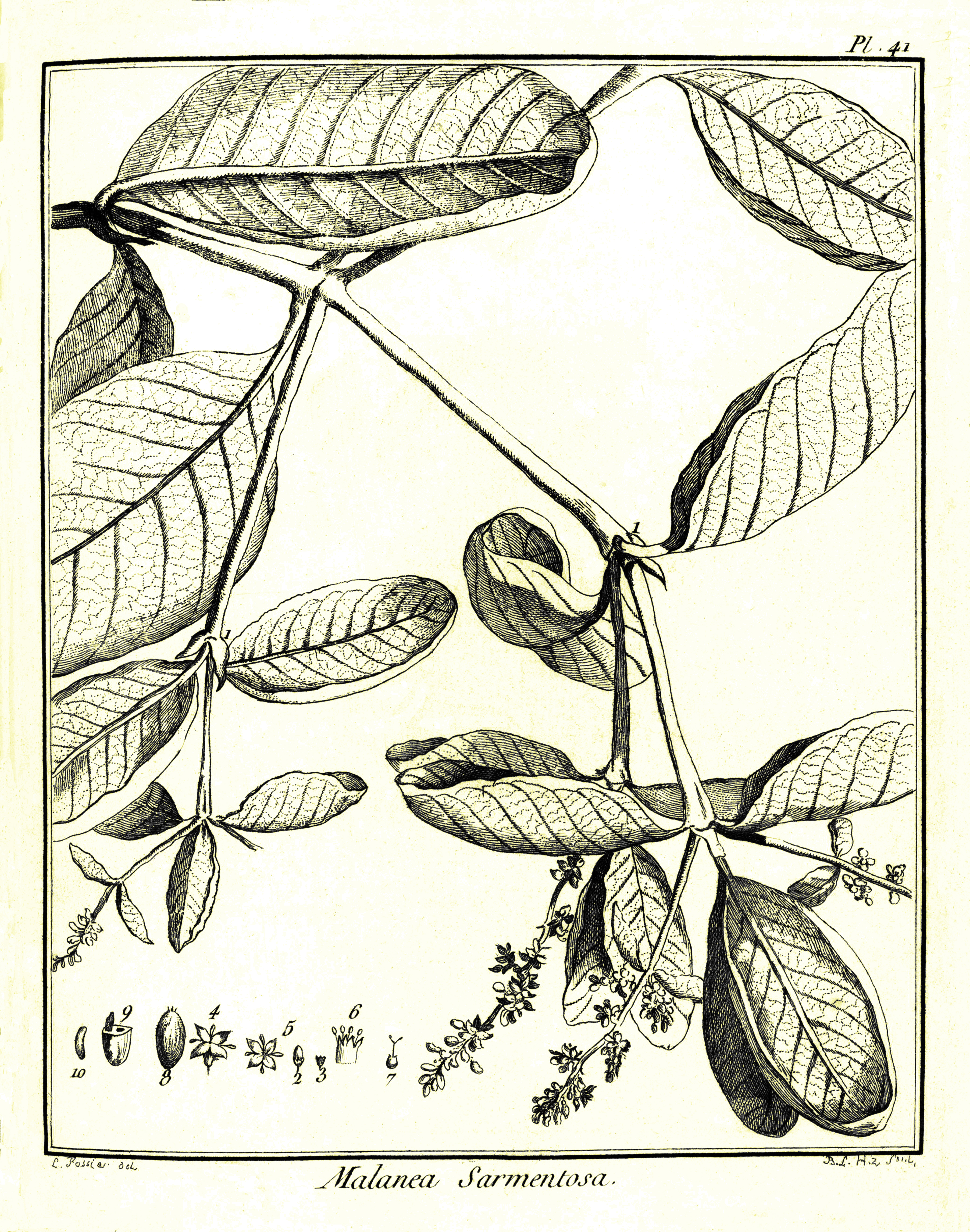
Malanea violacea : Planche 41 accompagnant la description du genre Malanea par Aublet (1775)
On a groffi un peu les fleurs : le fruit & les rameaux ſont de grandeur naturelle. - 1. Stipules. - 2. Bouton de fleur. - 3. Calice. - 4. Fleur épanouie. - 5. Corolle. - 6. Corolle ouverte. Étamines. - 7. Ovaire. Diſque. Style. Stigmates. - 8. Baie. - 9. Noyau coupe en travers. Deux loges. Une amande. - 10. Amande ſéparée.

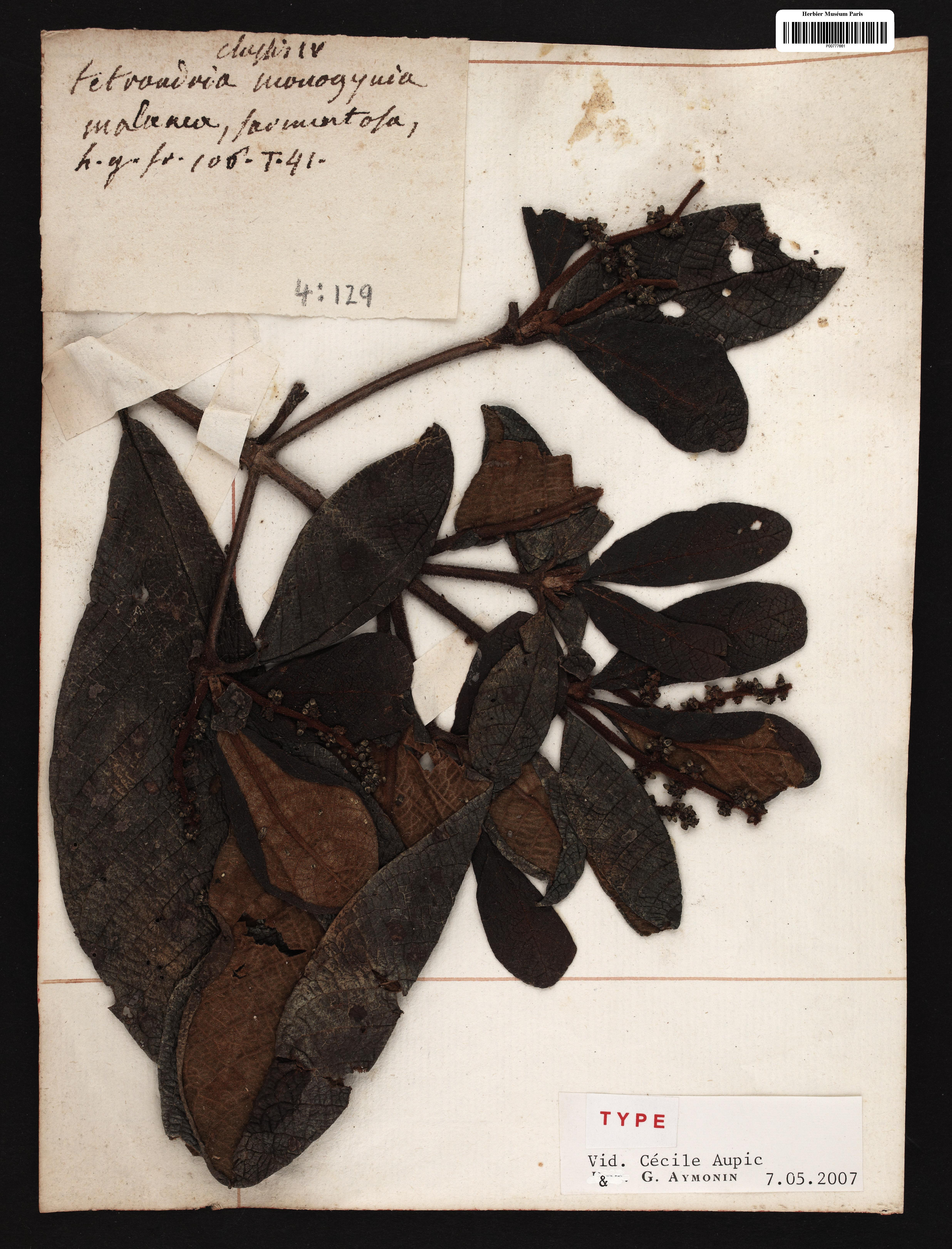
échantillon type Malanea sarmentosa collecté par Aublet en Guyane

En 1775, le botaniste Aublet propose le protologue suivant : 
« MALANEA. (Tabula 41.)

CAL. Perianthtum monophyllum, quadridentatum.
COR. monopetala ; tubus breviſſimus, diſco ſuprà germen infertus ; limbus quadrifidus ; lobis acutis, villoſis.
STAM. Filamenta quatuor, tubo inferta, intrà diviſuras corollæ, Antheræ ſubrotundæ, biloculares.
VIST. Germen ſubrotundum, calicis fundo adnatum, diſco coronatum. Stylus bifidus. Stigmata obtuſa.
PER. Bacca viridis, ovata, calicis denticulis coronata, unilocularis.

SEM. Ossiculum biloculares ſemen unicum, oblongum, in quolibet loculo. »
— Fusée-Aublet, 1775.

## Liste d'espèces
Selon GBIF (23 avril 2024) :
- Malanea auyantepuiensis Steyerm.
- Malanea boliviana Standl.
- Malanea campylocarpa C.M.Taylor
- Malanea centralis Sucre
- Malanea chimantensis Steyerm.
- Malanea chocoana Standl. ex Steyerm.
- Malanea ciliolata Steyerm.
- Malanea cruziae Steyerm.
- Malanea cruzii Steyerm.
- Malanea cylindrica C.M.Taylor
- Malanea dioica Thouars ex DC., 1830
- Malanea duckei Standl.
- Malanea ecuadorensis C.M.Taylor
- Malanea egleri Steyerm.
- Malanea erecta Seem.
- Malanea evenosa Müll.Arg.
- Malanea fendleri Standl.
- Malanea forsteronioides Müll.Arg.
- Malanea fosteronioides
- Malanea gabrielensis Müll.Arg.
- Malanea glabra A.Rich.
- Malanea guaiquinimensis Steyerm.
- Malanea harleyi J.H.Kirkbr.
- Malanea hirsuta Standl.
- Malanea hypoleuca Steyerm.
- Malanea jauaensis Steyerm.
- Malanea javaensis Steyerm.
- Malanea macrophylla Bartl.
- Malanea martiana Müll.Arg.
- Malanea microphylla Standl. & Steyerm.
- Malanea obovata Hochr.
- Malanea panurensis Müll.Arg.
- Malanea pariensis Steyerm.
- Malanea ptariensis Steyerm.
- Malanea revolutifolia A.Amaya & Popovkin
- Malanea sanluisensis Steyerm.
- Malanea sarmentosa Aubl.
- Malanea schomburgkii Steyerm.
- Malanea setulosa Steyerm.
- Malanea sipapoensis Steyerm.
- Malanea spicata Müll.Arg. ex Glaz., 1909
- Malanea spicata Müll.Arg.
- Malanea subtruncata Steyerm.
- Malanea tafelbergensis Steyerm.
- Malanea ueiensis Steyerm.
- Malanea ursina Standl.
- Malanea verticillata Sieber ex DC., 1830